# Albert Ledin
Carl Albert Ledin, född 10 maj 1894 i Säbrå socken, död 22 juli 1982 i Bromma, var en svensk idrottsledare.
Albert Ledin var son till stenhuggaren Hans August Ledin. Han arbetade som springpojke, kontorist, praktikant i jordbruks- och skogsarbete, bokhållare och journalist och intresserade sig tidigt för idrottsrörelsen, först i Härnösand, sedan i Gävle dit han flyttade 1912. 1921–1935 var Ledin ordförande i Gästriklands fotbollsförbund och från 1927 ledamot av styrelsen för Svenska fotbollsförbundet och från 1944 medlem av Riksidrottsförbundets överstyrelse och vice ordförande i dess idrottsplatskommitté. Från 1935 var han VD för AB Tipstjänst. Ledin tillhörde stadsfullmäktige i Gävle 1920–1935 och var nämndeman i Stockholm från 1948.